# Беллуно-Фельтрівська діоцезія
Беллу́но-Фе́льтрівська діоце́зія (лат. Dioecesis Bellunensis-Feltrensis; італ. Diocesi di Belluno-Feltre) — діоцезія римського обряду Католицької церкви в Італії, з центрами у містах Беллуно і Фельтре. Охоплює терени Венето. Входить до складу Венеційської церковної провінції. Суфраганна діоцезія Венеційського патріархату. Заснована 1 травня 1818 року. Голова — єпископ Беллунський і Фельтрівський. Центральні храми — Беллунський і Фельтрівський собори.  Площа — 3,263 км². Населення — 187,385 ос.; з них католики — 187,300 ос. (100.0%). Чинний голова — Ренато Марангоні, єпископ Беллунський і Фельтрівський. Стара назва до 30 вересня 1986 року — Беллу́нська і Фе́льтрівська діоце́зія.

## Назва
- Беллу́но-Фе́льтрівська діоце́зія (лат. Dioecesis Bellunensis-Feltrensis; італ. Diocesi di Belluno-Feltre)
- Беллу́но-Фе́льтрівське єпи́скопство — за титулом ієрарха і назвами катедр.
- Беллу́нська діоце́зія (лат. Dioecesis Bellunensis; італ. Diocesi di Belluno) — стара назва до 1197 року, і в 1462—1818 роках.
- Беллу́нське єпи́скопство — стара назва за титулом ієрарха і катедрами.
- Беллу́нська і Фе́льтрівська діоце́зія (лат. Dioecesis Bellunensis et Feltrensis; італ. Diocesi di Belluno e Feltre) — стара назва у 1197—1462 і 1818—1986 роках.
- Беллу́нське і Фе́льтрівське єпи́скопство  — стара назва за титулом ієрарха і катедрами.

## Історія
У ІІ столітті була створена Беллунська діоцезія.
1197 року її об'єднали із Фельтрівською діоцезією, внаслідок чого була створена Беллунська і Фельтрівська діоцезія.
1462 року Беллунську і Фельтрівську діоцезію розділили на дві складові: Беллунську і Фельтрівську діоцезії.
1 травня 1818 року їх знову об'єднали у одну Беллунську і Фельтрівську діоцезію.
30 вересня 1986 року Беллунську і Фельтрівську діоцезію перейменували на Беллуно-Фельтрівську діоцезію.

## Єпископи
- Ренато Марангоні

## Статистика
Згідно з «Annuario Pontificio» і Catholic-Hierarchy.org:
| Рік  | Населення | Населення | Населення | Священики | Священики | Священики | Священики           | Диякони | Ченці    | Ченці | Парафії |
| Рік  | католики  | загалом   | %         | загалом   | секулярні | ченці     | вірних на священика | Диякони | чоловіки | жінки | Парафії |
| ---- | --------- | --------- | --------- | --------- | --------- | --------- | ------------------- | ------- | -------- | ----- | ------- |
| 1950 | 196.785   | 196.785   | 100,0     | 263       | 208       | 55        | 748                 |         | 89       | 474   | 125     |
| 1970 | 204.643   | 204.723   | 100,0     | 343       | 257       | 86        | 596                 |         | 129      | 596   | 167     |
| 1980 | 150.000   | 150.800   | 99,5      | 221       | 184       | 37        | 678                 |         | 45       | 358   | 126     |
| 1990 | 187.680   | 188.186   | 99,7      | 283       | 231       | 52        | 663                 | 1       | 65       | 363   | 158     |
| 1999 | 184.100   | 184.602   | 99,7      | 250       | 204       | 46        | 736                 | 5       | 52       | 260   | 158     |
| 2000 | 184.100   | 184.602   | 99,7      | 245       | 199       | 46        | 751                 | 5       | 52       | 255   | 158     |
| 2001 | 184.100   | 184.602   | 99,7      | 242       | 196       | 46        | 760                 | 5       | 52       | 251   | 158     |
| 2002 | 183.782   | 184.207   | 99,8      | 232       | 189       | 43        | 792                 | 5       | 49       | 248   | 158     |
| 2003 | 181.402   | 181.822   | 99,8      | 221       | 185       | 36        | 820                 | 4       | 40       | 247   | 158     |
| 2004 | 181.402   | 181.882   | 99,7      | 221       | 187       | 34        | 820                 | 4       | 38       | 217   | 158     |
| 2006 | 184.000   | 185.400   | 99,2      | 214       | 184       | 30        | 859                 | 5       | 36       | 209   | 158     |
| 2012 | 187.300   | 187.385   | 100,0     | 200       | 168       | 32        | 936                 | 6       | 38       | 158   | 158     |
| 2014 | 188.300   | 188.500   | 99,9      | 206       | 170       | 36        | 914                 | 6       | 37       | 144   | 158     |
| 2015 | 177.000   | 186.070   | 95,1      | 188       | 163       | 25        | 941                 | 6       | 26       | 133   | 158     |